# Осока Лашеналя
Осока Лашеналя (лат. Carex lachenalii) — вид травянистых растений рода Осока (Carex) семейства Осоковые (Cyperaceae).

## Ботаническое описание

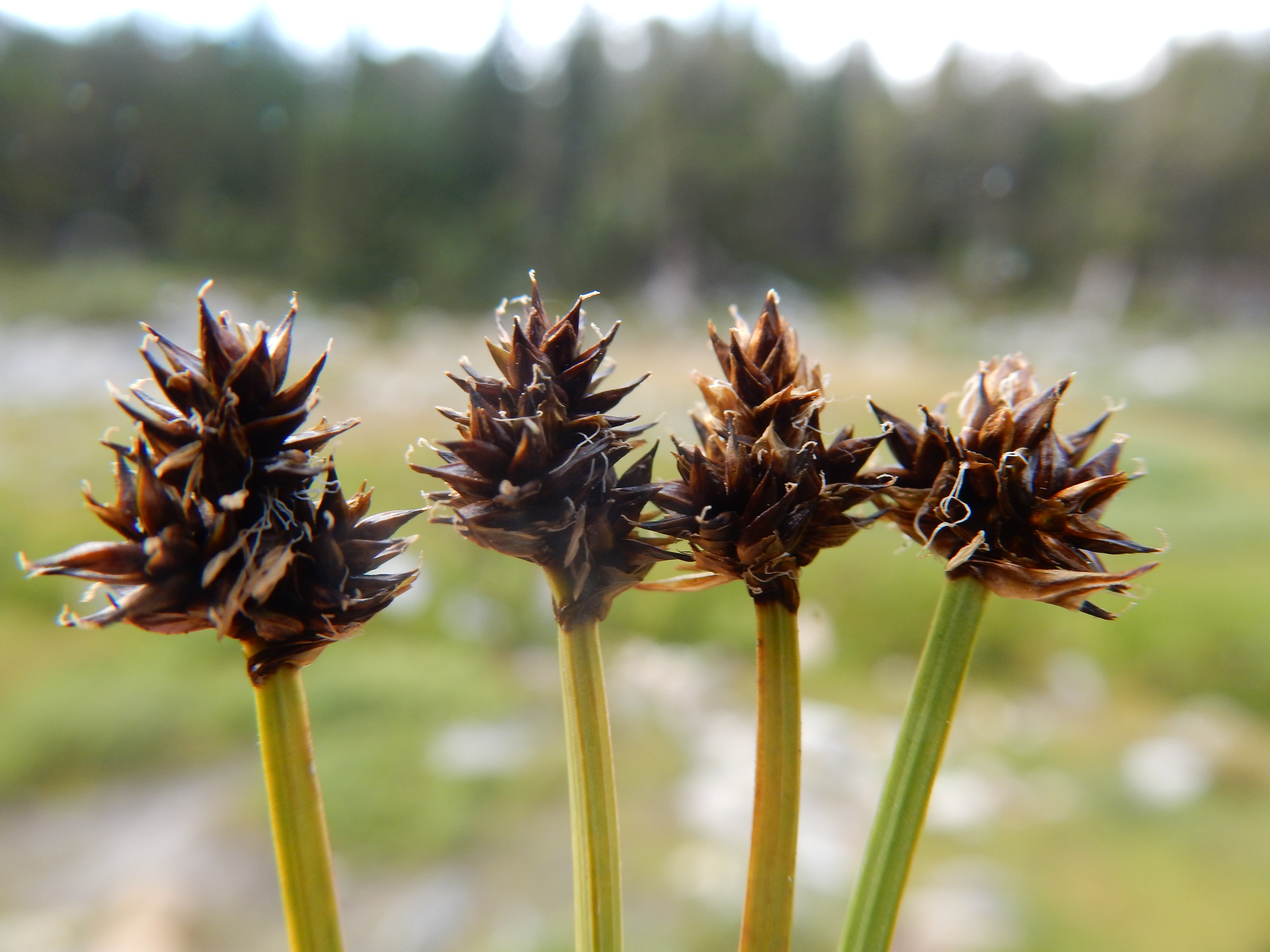
Соцветия

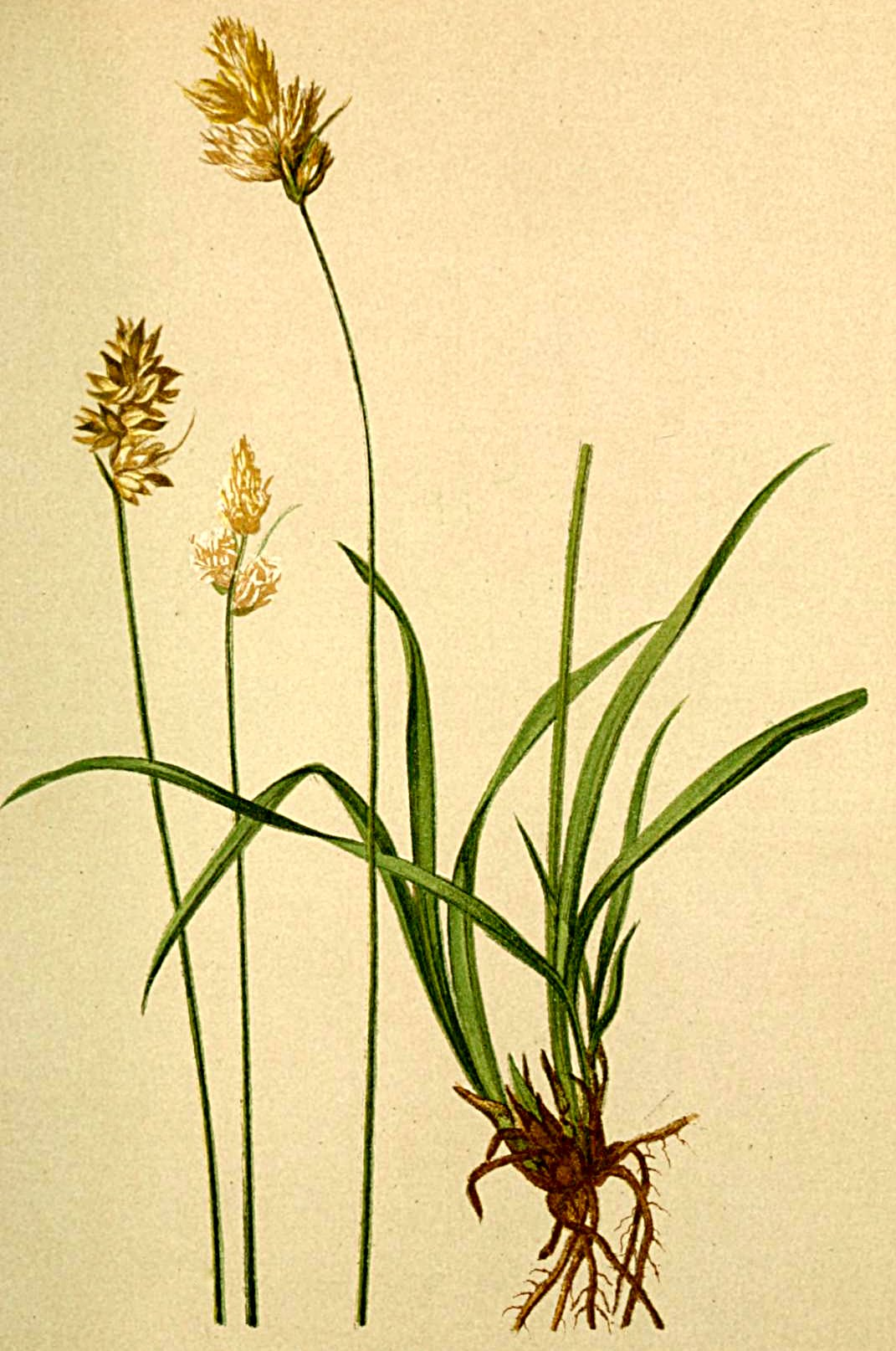

Многолетнее травянистое растение. Корневище укороченное, стебли скученные, туповато-трёхгранные, гладкие или на верхушке едва шероховатые, прямые или немного изогнутые, крепкие, невысокие — 12—20 см высотой и ⅔—1 мм толщиной. Листья узколинейные, плоские или отчасти вдоль сложенные, жестковатые, короче стебля, 1—2 мм шириной.
Соцветие плотное, почти головчатое, 1—1,5 см длиной, состоящее из 3—4 тесно сближенных и сидячих, яйцевидных, на верхушке суженных колосков 6—8 мм длиной и 3—4 мм шириной, с мужскими цветками при своём основании. Прицветники чешуевидные, безвлагалищные, туповатые, редко самый нижний с небольшим, более коротким чем колосок, остевидным шероховатым заострением. Прицветные чешуйки красновато-бурые с более бледной или зеленоватой срединной полоской и по краям с широкой беловато-плёнчатой каймой, широкояйцевидные, кверху суженные и туповатые, реже коротко-заострённые почти одинаковой длины и ширины с мешочками или немного их короче. Невполне зрелые мешочки в верхней части тёмно-бурые, к основанию более бледные или желтовато-зеленоватые, яйцевидные, с одной стороны плоские, с другой несильно выпуклые, гладкие, почти без жилок, 2,5—3 мм длиной и 1¼—1½ мм шириной, довольно постепенно суженные в расколотый со спинной стороны, на кончике цельный или немного выемчатый плёнчатый гладкий носик ½—⅔ мм длиной. Рылец 2, почти одинаковой длины с мешочком, столбик при основании едва утолщенный. Плодоношение в июле и августе.

## Распространение и экология
Северная Америка и Евразия (Carex lachenalii subsp. lachenalii). Встречается в полярно-арктической и альпийской областях на альпийских лугах, мохово-лишайниковой тундре, также на каменистых склонах, близ горных ручьев и около таюших снежных залежей.

## Таксономия
Carex lachenalii Schkuhr, Beschr. Riedgräs. 1: 51 (1801), nom. cons.
Вид назван в честь швейцарского ботаника и анатома Вернера де Лашеналя (1736—1800).

### Синонимы
- Carex bipartita auct. non All. (1785) nec F.Dietr. (1802) — Осока двухраздельная
- Carex bipartita var. austromontana F.J.Herm. (1963)
- Carex bipartita var. scaber (Akiyama) Akiyama (1955)
- Carex cooptanda C.B.Clarke (1894)
- Carex curvula var. tripartita (All.) Nyman (1882)
- Carex heleonastes var. lachenalii (Schkuhr) Fiori (1923)
- Carex lagopina f. angustifolia Norman (1893)
- Carex lagopina var. debilis Lange (1890)
- Carex lagopina var. gracilescens Th.Fr. (1857)
- Carex lagopina var. laxior Norman (1893)
- Carex lagopina var. longisquama Kük. ex J.M.Macoun (1899)
- Carex lagopina var. major Lange (1890)
- Carex lagopina f. pauciflora Norman (1893)
- Carex lagopina var. pleiostachya Drejer (1841)
- Carex lagopina var. scaber Akiyama (1935)
- Carex lagopina var. subtenuiflora Almq. (1884)
- Carex lagopina Wahlenb. (1803)
- Carex parviflora Gaudin (1804), nom. illeg.
- Carex sewellii A.Benn. & C.B.Clarke (1889)
- Carex tripartita All. (1785), nom. rej. — Осока трёхраздельная
- Vignea lachenalii (Schkuhr) Soják (1980)
- Vignea lagopina (Wahlenb.) Rchb. (1830)
- Vignea tripartita (All.) Rchb. (1830)

### Подвид
- Carex lachenalii subsp. parkeri (Petrie) Toivonen (1979) [= Carex parkeri Petrie (1881)] — Новая Зеландия (альпийская растительность Южного острова)